# Louis Berings
Louis Berings, né le 17 mars 1888 à Anvers et mort le 22 mai 1966 à Paris 12e, est un dessinateur de presse, caricaturiste et peintre belge.

## Biographie
Gérard Louis Henri Berings naît le 17 mars 1888 à Anvers. Il est issu de Gérard Berings et de Pauline Van Den Weyer. Il épouse en 1922 à Paris Suzanne Devidal, née à Saint-Andéol-de-Bourlenc, en Ardèche. Ils auront un enfant, Raymond-Eric Berings.
Tout au long de sa vie, durant ses séjours en Ardèche, il y peint de nombreuses aquarelles de paysages et quelques huiles.
Après ses études à l'académie royale des beaux-arts d'Anvers, il peint des paysages et réalise des portraits de personnalités belges.
Il part aux Antilles, en 1910, où il continue son métier de peintre, puis s'installe à Paris en 1912.
Il est embauché au quotidien français Le Matin en septembre 1914 comme retoucheur-correcteur, il y restera jusqu'en septembre 1939. Il y publiera, de novembre 1915 à 1919, régulièrement, des dessins humoristiques d'actualités à la une, dont une grande partie sera reproduite sur des éventails miniatures.
À partir de 1917, il caricature les « boches » pour l'hebdomadaire Le Pays de France en dernière page, sous le titre La Guerre en caricatures, puis, à partir 1918 les « bolcheviques » retirés de l'Entente, ainsi que pour le journal Le Flambeau, deux magazines édités par Le Matin.
Dès 1917, il s'oriente vers des dessins plus représentatifs de personnages (procès, politiques, sportifs, comédiens, personnalités), toujours au quotidien Le Matin.
Il obtient sa première carte de presse en 1919.
Membre de la presse judiciaire, on le voit à tous les procès (Paul Bolo, Charles Humbert, Joseph Caillaux, Louis Malvy, Henri Désiré Landru, Guillaume Seznec, Héra Mirtel (Bassarabo), Violette Nozière, sœurs Papin, Eugène Weidmann, Paul Gorgulov, Marthe Hanau, Albert Oustric, Raoul Péret, Alexandre Stavisky, etc.)
Membre de la presse parlementaire, il est aussi présent à tous les grands débats à la chambre des députés, au sénat et dans les congrès des partis.
Une série de portraits au fusain de Raymond Poincaré est présentée au musée Raymond-Poincaré à Sampigny.
Premières et générales de théâtre le voient au premier rang le carnet de dessin à la main, rapportant au crayon les attitudes de Lucien Guitry, Sacha Guitry, Pierre Fresnay, Louis Jouvet, Gaby Morlay, Raimu, Charles Dullin, Ludmilla Pitoëff, Sacha Pitoëff, Elvire Popesco, Pierre Brasseur, Robert Lamoureux, Dany Robin, ... et celles des artistes de tous les spectacles : Maurice Chevalier, Mistinguett, Arletty, Joséphine Baker, Tino Rossi, Damia, Edith Piaf, Saint-Granier, Serge Lifar, Lycette Darsonval, etc..
Passionné de sports, il représente sur papier de nombreux athlètes dans tous les domaines (automobile, aviation, athlétisme, boxe, cyclisme, équitation, escrime, football, rugby, tennis, etc.)
Fin 1929, il embarque pour les États-Unis à bord du Berengaria (qui deviendra Imperator) avec le boxeur Primo Carnera et ses managers, pour lui apprendre à dessiner. Une bande dessinée, Primo Carnera Nightmares, signée du géant italien, paraîtra dans les journaux du groupe Hearst, afin de promouvoir la carrière du sportif aux États-Unis.
Il collabore, en parallèle à de nombreuses revues (L'Illustration, L'Indépendance belge, Journal de Roubaix, Vu, Aux Écoutes, Le Charivari, Revue des deux Mondes, La Revue des vivants, La Revue des causes célèbres, Revue de France, Très Sport, Miroir des Sports, La Vie Aérienne et Sportive, Je Sais Tout, Le Cahier des Charges, L'Image, Le Figaro illustré, Les Annales politiques et littéraires, TSF Hebdo, Détective, Chicago Evening Sport, Chicago American Sport, etc.).
Il illustre également des nouvelles publiées dans Le Matin, des livres, des livrets de spectacles, des publicités.
Pendant la guerre de 1939-45, replié à Lyon et à Montpellier, il poursuit son travail de dessinateur dans divers quotidiens dont Paris-Soir, L’Éclair de Montpellier ainsi que dans la revue hebdomadaire 7 jours dont il illustre de nombreuses nouvelles.
Après-guerre, il est embauché à Paris-Presse, puis à France-Soir. Il y publie régulièrement des dessins de procès (Bonny-lafont, Philippe Pétain, Pierre Laval, Marcel Petiot, Victor Kravtchenko, Affaire du Bazooka, Semaine des barricades, Raoul Salan, Attentat du Petit-Clamart, etc.), de politiques, de sportifs, de comédiens et illustre, entre autres, à France soir, certaines bandes dessinées verticales de Paul Gordeaux : Le crime ne paie pas (l'affaire Landru, Ravachol, Mademoiselle docteur...) et Les Amours célèbres.
Il y travaille jusqu'en 1966, année de sa mort, tout en collaborant à de nombreuses revues (L'Illustration devenu France-Illustration en 1945, Libération, Le Journal du dimanche, L'Aurore, Le Rassemblement, Le Nouveau Détective, Nuit et Jour, 7 Jours, etc.)
Il signe ses œuvres « LBerings », « Lode », « LB » ou « L.B.Rings » .

## Œuvres

### Quelques dessins humoristiques publiés à la une du quotidienLe Matin, denovembre 1915jusqu'en 1919
Ces dessins, quasiment journaliers entre novembre 1915 et 1919, dont la plupart sera reproduite sur des éventails miniatures, caricaturent les dirigeants allemands ou leurs alliés, durant la Première Guerre mondiale.